# Pere Rull Trilla
Pere Rull Trilla (Falset, 1856 - Reus, 1921) va ser un jurista català.

## Biografia
Exercia ja com a Notari a la ciutat de Reus el 1883 quan tenia 27 anys. Va adquirir quatre cases notables, una al carrer de Santa Anna, una al carrer de la Mar, una al Raval de Santa Anna i la principal al carrer de Sant Joan, la Casa Rull, construïda el 1900 sota direcció de Lluís Domènech i Montaner i on va fixar la residència, edifici que és un dels exemples del modernisme reusenc. Al costat es va construir un temps després la casa modernista anomenada casa Gasull i els dos propietaris es van enfrontar, ja que la nova casa tapava el sol a la del Notari, i aquest havia rebut la promesa dels Gasull que no aixecarien més d'un pis, promesa que no es va complir.
El notari va ser president de la Cambra Agrícola i vocal del Gas Reusense. El 1884 va ser un dels firmants del manifest fundacional de l'Associació Catalanista de Reus. Va morir sense descendència i va deixar la casa Rull a l'Ajuntament amb la condició que fos destinada a usos culturals. L'ajuntament hi instal·là el Museu Prim-Rull i l'Arxiu Municipal. Anys després va ser seu de l'IMAC (Institut Municipal d'Acció Cultural) establert per Ernest Benach quan va ser regidor de Cultura, president, després, del Parlament de Catalunya.
La ciutat de Reus li va dedicar un carrer.